# Pheidole crozieri

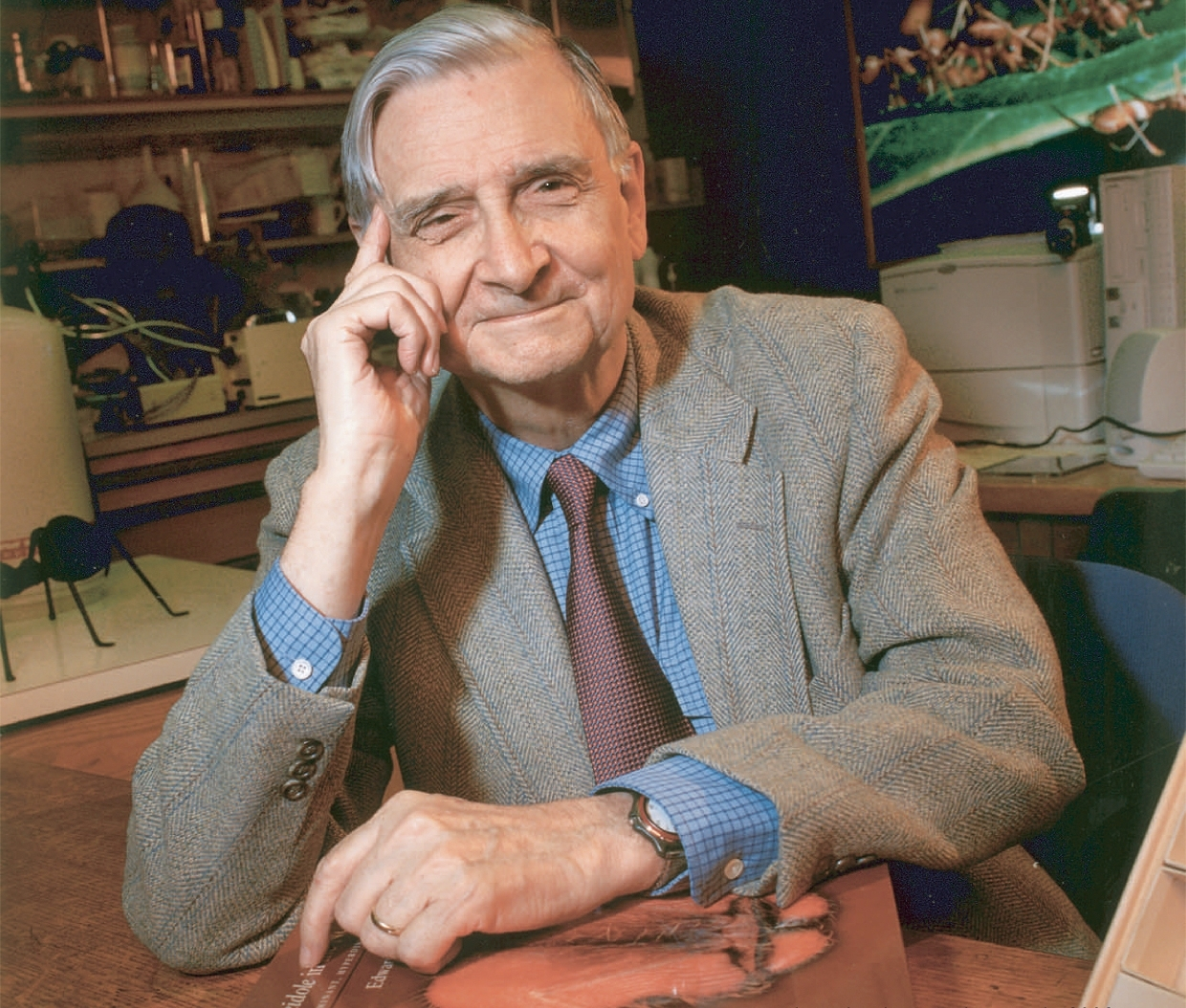
Профессор Эдвард Уилсон, автор первого описания вида.

Pheidole crozieri (лат.) — вид муравьёв рода Pheidole из подсемейства Myrmicinae (Formicidae). Новый Свет.

## Распространение
Южная Америка: Перу.

## Описание
Мелкие земляные мирмициновые муравьи, длина около 2—3 мм, солдаты светло-коричневого цвета (ноги и усики светлее, желтовато-коричневатые; характерные для рода большеголовые солдаты крупнее). Проподеум выпуклый. Затылочный край головы солдат вогнутый. Усики рабочих 12-члениковые с 3-члениковой булавой. Ширина головы крупных солдат — 1,10 мм (длина головы — 1,12 мм). Ширина головы мелких рабочих 0,50 мм, длина головы 0,60 мм, длина скапуса — 0,66 мм. Стебелёк между грудкой и брюшком состоит из двух члеников: петиолюса и постпетиолюса (последний четко отделен от брюшка). Pheidole crozieri относится к видовой группе Pheidole diligens Group и сходен с видами Pheidole vafella, Pheidole williamsi, но отличается высоким узелком петиоля. Вид описан в 2003 году американским мирмекологом профессором Эдвардом Уилсоном и назван в честь австралийского мирмеколога Росса Крозайера (Ross H. Crozier, Австралия), собравшего типовую серию в Перу.